# صورة الرنين المغناطيسي الموزنة بقابلية التمغنط

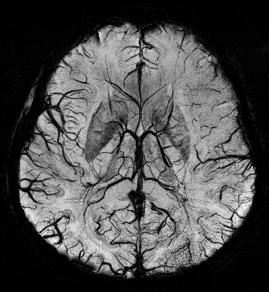
صورة الرنين المغناطيسي الموّزنة بقابلية التمغنط لأوردة الدماغ مصوّرة على جهاز 4 تسلا.

صورة الرنين المغناطيسي الموّزنة بقابلية التمغنط (Susceptibility weighted imaging (SWI ، بشكل عام تُسمّى BOLD venographic imaging -وهذا الاختصار يدل على أنها تعتمد على مستويات الأكسجين والدم في الأوردة، تستخدم نوع من أنواع التباين في التصوير بالرنين المغناطيسي يختلف عن التباين التقليدي (كثافة البروتونات، T1 ، T2) ،تستخدم هذه التقنية تعويض التدفق لإلغاء أثر الدم المتحرك داخل الأوردة، التقاط الإشارة الراجعة على مدى وقت طويل، ونوع من أنواع السلاسل التصويرية يعتمد على التدرج الكهربائي في استخراج الصورة يُدعى gradient recalled echo (GRE) pulse sequence. هذه الطريقة تستثمر الاختلاف بقابلية التمغنط بين الانسجة وتستخدم صورة الحالة (phase image) للكشف عن الاختلافات. تُدمج الصورة الكميّة (magnitude image) مع صورة الحالة (phase image) لإنتاج صورة كميّة مُحسّنة التباين التي تكون حساسة بشكل رائع للدم في الأوردة، النزيف و تخزين الحديد. نظراً لحساسيتها للدم في الأوردة تُستخدم هذه التقنية بشكل شائع عند المرضى المصابين بإصابات للدماغ نتيجة لضربات خارجية المصدر وتستخدم أيضاً لاستخراج صورة عالية الدقة لأوردة الدماغ ولها العديد من التطبيقات السريرية الأخرى. صورة الرنين المغناطيسي الموّزنة بقابلية التمغنط تُقدَّم كحزمة سريرية من شركة Philips و Siemens ولكن يُمكن أن تُشغل على أي آلة مُصنّعة على المجالات المغناطيسية بِقوة 1 تسلا، 1.5 تسلا، 3 تسلا وأعلى.

## روابط خارجية
- SWI information brochures, including SWI software
- MRI-CCSVI Pilot Study with MRA and SWI
- SWI-MRI research center
- NICE MRI
- MRI institute for biomedical research